# Раздольная (Краснодарский край)
Раздольная — станица в Кореновском районе Краснодарского края.
Административный центр Раздольненского сельского поселения.

## География
Станица расположена в степной зоне, на реке Кирпили, в 10 км к юго-востоку от районного центра — города Кореновска.

### Улицы
| - пер. Аптекарский, - пер. Мирный, - пер. Партизанский, - пер. Речной, - пер. Южный, - ул. Амбарная, - ул. Аптекарская, - ул. Дунайская, | - ул. Колхозная, - ул. Красногвардейская, - ул. Мирная, - ул. Партизанская, - ул. Почтовая, - ул. Речная, - ул. Садовая, - ул. Советская, | - ул. Степная, - ул. Торговая, - ул. Трудовая, - ул. Фрунзе, - ул. Чапаева, - ул. Школьная, - ул. Щорса, - ул. Южная. |

## История
Посёлок (хутор) Праздничный основан в 1879 году, с 1903 года — станица Раздольная.

## Население
| 2002 | 2010  | 2021  |
| ---- | ----- | ----- |
| 3149 | ↗3181 | ↘3025 |